# Wandelroute GRP161

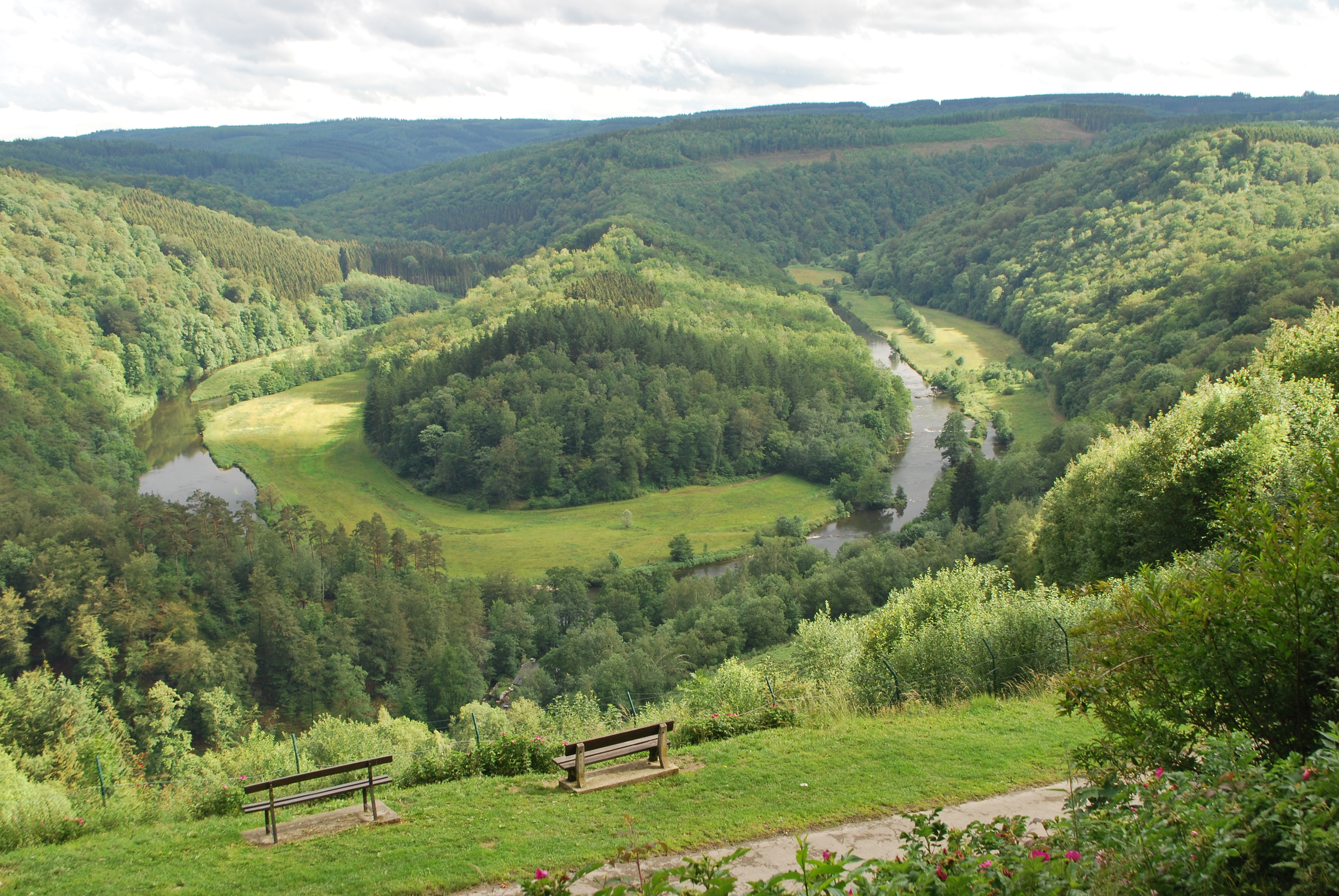

De wandelroute GRP161, als streekpad (GRP, Streek-GR) ook wel aangeduid als Tour du Pays de Bouillon en Ardenne, is in totaal 186 kilometer lang en loopt in lusvorm van Bouillon tot Bouillon. Het GR-pad loopt onder andere door Natuurpark Zuidelijke Ardennen en Nationaal Park Vallée de la Semois.